# Seznam olympijských medailistů v jezdectví – parkurové skákání jednotlivci

## Parkurové skákání- jednotlivci
- Do programu olympijských her zařazena tato disciplína od roku 1900.

| Rok      | Zlato                                                   | Stříbro                                           | Bronz                                            |
| -------- | ------------------------------------------------------- | ------------------------------------------------- | ------------------------------------------------ |
| LOH 1900 | Aimé Haegeman · Belgie (BEL)                            | Georges van der Poële · Belgie (BEL)              | Louis de Champsavin · Francie (FRA)              |
| LOH 1904 | nezařazeno                                              | nezařazeno                                        | nezařazeno                                       |
| LOH 1908 | nezařazeno                                              | nezařazeno                                        | nezařazeno                                       |
| LOH 1912 | Jean Cariou · Francie (FRA)                             | Rabod Wilhelm von Kröcher · Německo (GER)         | Emmanuel de Blommaert de Soye · Belgie (BEL)     |
| LOH 1920 | Tommaso Lequio di Assaba · Itálie (ITA)                 | Alessandro Valerio · Itálie (ITA)                 | Carl Gustaf Lewenhaupt · Švédsko (SWE)           |
| LOH 1924 | Alphonse Gemuseus · Švýcarsko (SUI)                     | Tommaso Lequio di Assaba · Itálie (ITA)           | Adam Królikiewicz · Polsko (POL)                 |
| LOH 1928 | František Ventura · Československo (TCH)                | Pierre Bertran de Balanda · Francie (FRA)         | Charles-Gustave Kuhn · Švýcarsko (SUI)           |
| LOH 1932 | Takeiči Niši · Japonsko (JPN)                           | Harry Chamberlin · Spojené státy americké (USA)   | Clarence von Rosen ml. · Švédsko (SWE)           |
| LOH 1936 | Kurt Hasse · Německo (GER)                              | Henri Rang · Rumunsko (ROU)                       | József von Platthy · Maďarsko (HUN)              |
| LOH 1948 | Humberto Mariles · Mexiko (MEX)                         | Rubén Uriza · Mexiko (MEX)                        | Jean-Francois d'Orgeix · Francie (FRA)           |
| LOH 1952 | Pierre Jonquères d'Oriola · Francie (FRA)               | Oscar Cristi · Chile (CHI)                        | Fritz Thiedemann · Německo (GER)                 |
| LOH 1956 | Hans Günter Winkler · Tým sjednoceného Německa (EUA)    | Raimondo D'Inzeo · Itálie (ITA)                   | Piero D'Inzeo · Itálie (ITA)                     |
| LOH 1960 | Raimondo D'Inzeo · Itálie (ITA)                         | Piero D'Inzeo · Itálie (ITA)                      | David McPherson Broome · Velká Británie (GBR)    |
| LOH 1964 | Pierre Jonquères d'Oriola · Francie (FRA)               | Hermann Schridde · Tým sjednoceného Německa (EUA) | Peter Robeson · Velká Británie (GBR)             |
| LOH 1968 | William Clark Steinkraus · Spojené státy americké (USA) | Marion Coakesová · Velká Británie (GBR)           | David McPherson Broome · Velká Británie (GBR)    |
| LOH 1972 | Graziano Mancinelli · Itálie (ITA)                      | Ann Elizabeth Mooreová · Velká Británie (GBR)     | Neal Shapiro · Spojené státy americké (USA)      |
| LOH 1976 | Alwin Schockemöhle · Západní Německo (FRG)              | Michel Vaillancourt · Kanada (CAN)                | Francois Mathy · Belgie (BEL)                    |
| LOH 1980 | Jan Kowalczyk · Polsko (POL)                            | Nikolaj Korolkov · Sovětský svaz (URS)            | Joaquin Perez Heras · Mexiko (MEX)               |
| LOH 1984 | Joseph Fargis · Spojené státy americké (USA)            | Conrad Homfeld · Spojené státy americké (USA)     | Heidi Robbianiová · Švýcarsko (SUI)              |
| LOH 1988 | Pierre Durand ml. · Francie (FRA)                       | Greg Best · Spojené státy americké (USA)          | Karsten Huck · Západní Německo (FRG)             |
| LOH 1992 | Ludger Beerbaum · Německo (GER)                         | Piet Raymakers · Nizozemsko (NED)                 | Norman Dello Joio · Spojené státy americké (USA) |
| LOH 1996 | Ulrich Kirchhoff · Německo (GER)                        | Willi Melliger · Švýcarsko (SUI)                  | Alexandra Ledermannová · Francie (FRA)           |
| LOH 2000 | Jeroen Dubbeldam · Nizozemsko (NED)                     | Albert Voorn · Nizozemsko (NED)                   | Chálid Al-'Aid · Saúdská Arábie (KSA)            |
| LOH 2004 | Rodrigo Pessoa · Brazílie (BRA)                         | Chris Kappler · Spojené státy americké (USA)      | Marco Kutscher · Německo (GER)                   |
| LOH 2008 | Eric Lamaze · Kanada (CAN)                              | Rolf-Göran Bengtsson · Švédsko (SWE)              | Beezie Maddenová · Spojené státy americké (USA)  |
| LOH 2012 | Steve Guerdat · Švýcarsko (SUI)                         | Gerco Schroder · Nizozemsko (NED)                 | Cian O'Connor · Irsko (IRL)                      |
| LOH 2016 | Nick Skelton · Velká Británie (GBR)                     | Peder Fredricson · Švédsko (SWE)                  | Eric Lamaze · Kanada (CAN)                       |
| LOH 2020 | Ben Maher · Velká Británie (GBR)                        | Peder Fredricson · Švédsko (SWE)                  | Maikel van der Vleuten · Nizozemsko (NED)        |
| LOH 2024 | Christian Kukuk · Německo (GER)                         | Steve Guerdat · Švýcarsko (SUI)                   | Maikel van der Vleuten · Nizozemsko (NED)        |